# Codia incrassata
Codia incrassata là một loài thực vật có hoa trong họ Cunoniaceae. Loài này được Pamp. mô tả khoa học đầu tiên năm 1904.